# Mitake
Mitake (japanska: 御嵩町?, Mitake-chō) är en landskommun i Gifu prefektur i Japan. 